# Hamburg Rom Wolfsheim
Hamburg Rom Wolfsheim ist das einzige Livealbum des deutschen Synthie-Pop-Duos Wolfsheim.

## Entstehung und Artwork
Mit Ausnahme zweier Coverversionen wurden alle Titel eigens von den beiden Wolfsheim-Mitgliedern Peter Heppner und Markus Reinhardt verfasst, das Lied The Sparrows and the Nightingales in Zusammenarbeit mit Carlos Perón. Produziert wurden alle Titel (im Original) von José Alvarez-Brill oder Carlos Perón, teilweise in Zusammenarbeit mit Heppner und Reinhardt oder weiteren Produzenten. Als ausführende Produzenten wirkten Lothar Gärtner und Perón. Gemastert wurde das Album unter der Leitung des Rumänen Radu Marinescu. Die Liveaufnahmen erfolgten durch Jürgen Jansen. Das Album wurde auf dem Musiklabel Strange Ways Records veröffentlicht und durch Indigo vertrieben. Der Albumtitel und das Coverbild sind inspiriert durch das „Heinzelmännchen“, ein Radiogerät der Grundig AG, auf dessen Anzeige neben anderen auch die Orte Hamburg, Rom und Wolfsheim verzeichnet sind.

## Veröffentlichung und Promotion
Die Erstveröffentlichung von Hamburg Rom Wolfsheim erfolgte am 20. Oktober 1997 in Deutschland. Das Album besteht aus 19 Titeln und beinhaltet Liveversionen von Liedern der letzten drei Studioalben sowie alle offiziellen Singleveröffentlichungen. Die Liveaufnahmen erfolgten bei sechs Konzerten während der Dreaming Apes Tour. Eine Singleauskopplung aus diesem Album erfolgte nicht.

## Inhalt
Alle Liedtexte des Albums sind in deutscher oder englischer Sprache verfasst. Musikalisch bewegen sich die Lieder im Bereich des Dark Waves und Synthie Pops. Das Album besteht aus 17 bereits veröffentlichten Stücken und zwei neuen Titeln. Die Lieder Intro und A Million Lovesongs wurden neu für dieses Album eingespielt. Bei Intro handelt es sich um ein reines Instrumentalstück. Es ist eine Anlehnung an ein Stück des böhmischen Komponisten Antonín Dvořák, welches durch Heppner und Reinhardt neu bearbeitet wurde. Bei A Million Lovesongs handelt es sich um eine Kombination der bereits veröffentlichten Titel A Million Miles und Lovesong. Um eine weitere Coverversion handelt sich bei dem Lied Ruby, Don’t Take Your Love to Town. Das Original wurde 1967 vom US-Amerikaner Mel Tillis verfasst und erstmals durch Johnny Darrell interpretiert.
| #  | Titel                              | Autor(en)                                     | Produzent(en) a                                                                 | Länge |
| -- | ---------------------------------- | --------------------------------------------- | ------------------------------------------------------------------------------- | ----- |
| 1  | Intro                              | Antonín Dvořák                                | Lothar Gärtner, Carlos Perón                                                    | 1:20  |
| 2  | The Sparrows and the Nightingales  | Peter Heppner, Carlos Perón, Markus Reinhardt | Carlos Peron                                                                    | 5:09  |
| 3  | A Look into Your Heart             | Peter Heppner, Markus Reinhardt               | Carlos Perón                                                                    | 3:40  |
| 4  | It’s Not Too Late                  | Peter Heppner, Markus Reinhardt               | Carlos Perón                                                                    | 4:04  |
| 5  | Annie                              | Peter Heppner, Markus Reinhardt               | Carlos Perón                                                                    | 4:12  |
| 6  | Kissing the Wall                   | Peter Heppner, Markus Reinhardt               | Carlos Perón                                                                    | 3:39  |
| 7  | Now I Fall                         | Peter Heppner, Markus Reinhardt               | José Alvarez-Brill, Peter Heppner, Gento Navaho, Carlos Perón, Markus Reinhardt | 3:33  |
| 8  | For You I’m Bleeding               | Peter Heppner, Markus Reinhardt               | Peter Heppner, Carlos Perón, Markus Reinhardt                                   | 4:31  |
| 9  | Elias                              | Peter Heppner, Markus Reinhardt               | José Alvarez-Brill, Peter Heppner, Markus Reinhardt                             | 4:36  |
| 10 | A Million Lovesongs                | Peter Heppner, Markus Reinhardt               | Lothar Gärtner, Carlos Perón                                                    | 7:05  |
| 11 | Closer Still                       | Peter Heppner, Markus Reinhardt               | José Alvarez-Brill, Peter Heppner, Markus Reinhardt                             | 3:18  |
| 12 | Upstairs                           | Peter Heppner, Markus Reinhardt               | José Alvarez-Brill, Peter Heppner, Markus Reinhardt                             | 4:14  |
| 13 | Old Man’s Valley                   | Peter Heppner, Markus Reinhardt               | José Alvarez-Brill, Peter Heppner, Markus Reinhardt                             | 2:56  |
| 14 | A Broken Whisper                   | Peter Heppner, Markus Reinhardt               | José Alvarez-Brill, Peter Heppner, Markus Reinhardt                             | 2:35  |
| 15 | A New Starsystem Has Been Explored | Peter Heppner, Markus Reinhardt               | José Alvarez-Brill, Peter Heppner, Markus Reinhardt                             | 4:12  |
| 16 | Leave No Deed Undone               | Peter Heppner, Markus Reinhardt               | José Alvarez-Brill, Peter Heppner, Markus Reinhardt                             | 3:59  |
| 17 | Übers Jahr                         | Peter Heppner, Markus Reinhardt               | José Alvarez-Brill, Peter Heppner, Markus Reinhardt                             | 3:53  |
| 18 | Ruby, Don’t Take Your Love to Town | Mel Tillis                                    | Carlos Perón                                                                    | 3:33  |
| 19 | This Time                          | Peter Heppner, Markus Reinhardt               | Carlos Perón                                                                    | 3:21  |

## Dreaming Apes Tour
Die folgende Liste ist eine Übersicht der Konzerte, die Wolfsheim bei der Dreaming Apes Tour gespielt haben. Die Tour erstreckte sich vom 16. bis 26. Mai 1996 und führte sie durch neun deutsche Städte. Während der Tour spielten Wolfsheim Stücke ihrer drei Studioalbum und der veröffentlichten Singles. Eine Aufzeichnung der Konzerte wurde bei EinsLive, im Rahmen der Sendung Kult und Kaos, am 21. Juli 1999 übertragen. Die Liveaufnahmen für das Album erfolgten bei den Konzerten in Halle (Saale), Potsdam-Babelsberg, Hildesheim, Dortmund, Bremen und Hamburg.
| Datum        | Stadt              | Veranstaltungsort | Land        |
| ------------ | ------------------ | ----------------- | ----------- |
| 16. Mai 1996 | Halle (Saale)      | Easy Shorre       | Deutschland |
| 17. Mai 1996 | Potsdam-Babelsberg | Lindenpark        | Deutschland |
| 18. Mai 1996 | Hildesheim         | Vier Linden       | Deutschland |
| 19. Mai 1996 | München-Haidhausen | Muffathalle       | Deutschland |
| 21. Mai 1996 | Mainz              | KUZ               | Deutschland |
| 22. Mai 1996 | Dortmund           | Live Station      | Deutschland |
| 23. Mai 1996 | Bremen             | Modernes          | Deutschland |
| 24. Mai 1996 | Schwedt/Oder       | P2                | Deutschland |
| 26. Mai 1996 | Hamburg            | Markthalle        | Deutschland |

## Mitwirkende
- Antonín Dvořák: Komponist (Lied 1)
- Lothar Gärtner: Ausführender Produzent
- Peter Heppner: Gesang, Komponist (Lieder: 2–17, 19), Liedtexter (Lieder: 2–17, 19)
- Jürgen Jansen: Tonmeister
- Radu Marinescu: Mastering
- Markus Reinhardt: Keyboard, Komponist (Lieder: 2–17, 19), Liedtexter (Lieder: 2–17, 19)
- Carlos Perón: Ausführender Produzent, Komponist (Lied 2), Liedtexter (Lied 2)
- Mel Tillis: Komponist (Lied 18), Liedtexter (Lied 18)
- Indigo: Vertrieb
- Strange Ways Records: Musiklabel